# Carlos Morel (médico)
Carlos Médicis Morel (Recife, 28 de octubre de 1943), es un médico, biofísico e investigador brasileño.

## Trayectoria
Hijo de Sérgio Morel Moreira y Elisa Médicis Morel, se formó en medicina por la Facultad de Medicina de la Universidad Federal de Pernambuco, en 1967, habiendo permanecido, en los meses de enero a agosto de 1968, estudiando en el Laboratório de Biología Molecular del Instituto de Biofísica de la Universidad Federal del Río de Janeiro, como parte del curso de posgraduación en ciencias (biofísica).
También en 1968, ingresó en la Universidad de Brasilia, inicialmente como profesor becario y profesor auxiliar (1968-1972) de la Facultad de Ciencias de la Salud y, después, profesor asistente y profesor asociado en el Departamento de Biología Celular del Instituto de Biología (1972-1978). En la misma universidad, participó en la organización del curso de posgrado en biología molecular, que coordinó por dos años.
En el período de 1969 y 1972, realizó cursos y estudios patrocinados por instituciones médicas y de encuesta científica internacionales, tales como el Cold Spring Harbor Laboratory, la Organización Mundial de Salud y la Organización Europea de Biología Molecular.
Obtuvo el título de doctor en ciencias naturales (biofísica), mostrado la tesis "Metabolismo de ARN mensajero en células animales", realizada experimentalmente en el Institut Suisse de Recherches Experimentales sur le Cancer (ISREC), Lausanne, Suiza, y defendida en el Instituto de Biofísica de la Universidad Federal del Río de Janeiro (1974).
A partir de 1975 se decantó por el estudio y desarrollo de un nuevo método de caracterización por tipificación bioquímica de tripanosomatídeos, en particular aquellos patógenoss para el hombre y de mayor importancia en la América Latina, como el Trypanosoma cruzi.
En 1978 se trasladó a la Fundación Oswaldo Cruz (Fiocruz), ocupando los cargos de investigador asociado e investigador titular del Instituto Oswaldo Cruz (IOC), donde dirigió el Departamento de Bioquímica y Biología Molecular (1980-1985 y 1989-1992), desempeñando las funciones de director del IOC (1985-1989) y vice-presidente de Encuesta (1985-1990). Presidió la Fiocruz en el período de 1993 a 1997.
Al dejar la presidencia de la Fiocruz, coordinó el programa especial para encuesta y entrenamiento en enfermedades tropicales de la Organización Mundial de Salud (1998/2004), desarrollando encuestas para el tratamiento de la Leishmaniasis visceral.
Regresó a Brasil, en 2004, y pasó a coordinar el Centro de Desarrollo Tecnológico en Salud, montado por la Fiocruz.
- Datos: Q5751071